# 克萊頓·斯坦利
克萊頓·斯坦利（英語：Clayton Stanley；1978年1月20日—）是一位美國排球運動員。他是美國國家男子排球隊的一員。代表美國參加了2004年、2008年和2012年奧運會的比賽。他在2013年結婚並在2014年3月有了自己的第一個小孩。

## 外部連結
- FIVB頁面 （页面存档备份，存于）
- 美國隊球員頁面（页面存档备份，存于）